# Omid (satellite)
Omid (Persan : امید, signifie « Espoir ») est le premier satellite de fabrication iranienne placé en orbite par un lanceur iranien, faisant de ce pays la 9e nation à mettre en orbite un satellite par ses propres moyens. Ce petit satellite expérimental a été placé sur une orbite basse le 2 février 2009 par un lanceur Safir-1A.

## Contexte
Le premier vol d'une fusée iranienne ayant des objectifs spatiaux a lieu le 4 février 2008. Une fusée-sonde baptisée Kavoshgar-1 (en persan : کاوشگر 1, Explorer-1), effectue un vol suborbital avec une charge utile scientifique et culmine à une altitude de 200 km. Cette fusée mono-étage est une version allongée du missile Shahab-3. Le 16 août 2008, les autorités annoncent le premier tir d'un lanceur capable de placer en orbite un satellite à une altitude comprise entre 200 et 500 km. La fusée Safir selon l'agence de presse a une masse de 26 tonnes pour une longueur de 22 mètres et un diamètre de 1,25 mètre. Le vol est d'abord annoncé comme un succès mais le lanceur a en fait été victime d'une défaillance peu après le décollage. Finalement la 2 février 2009, date marquant de manière symbolique le 30ème anniversaire de la révolution islamique, l'Iran devient à son tour une puissance spatiale en plaçant sur orbite le satellite Omid de 27 kg à l'aide de son lanceur Safir tiré depuis la base de lancement de Semnan,.
L'Iran devient la 10e puissance spatiale parvenant à mettre sur orbite par ses propres moyens un satellite artificiel. Les nations ayant précédé l'Iran sont l'URSS en 1957, les États-Unis en 1958, la France en 1965, le Japon et la République populaire de Chine en 1970, le Royaume-Uni en 1971, l'Europe en 1979, l'Inde en 1980 et Israël en 1988. Omid est le deuxième satellite de fabrication iranienne mis en orbite. Un précédent satellite iranien, Sina-1 conçu avec l'aide des Russes avait été lancé par un lanceur Cosmos-3M en 2005.

## Caractéristiques techniques
Omid est un satellite artificiel construit par la holding d'électronique militaire SAIran dont la conception a débuté en février 2006. De forme cubique il a 40 centimètres de côté et sa masse est de 27 kg. Son orientation n'est pas stabilisée. Il est alimenté en énergie par des batteries avec une durée de vie de 50 jours. Il dispose d'un équipement de télécommunication fonctionnant en bande UHF qui lui permet d'enregistrer puis retransmettre des données. Il emporte un instrument de mesure des conditions spatiales et un récepteur GPS,.

## Déroulement de la mission
Du fait de la puissance réduite du lanceur le satellite a été placé sur une orbite particulièrement basse (périgée 246 km, apogée 377 km) avec une inclinaison orbitale de 55,5 degrés. La période orbitale était de 90,8 min. Selon les rapports officiels la mission s'est achevée le 24 mars. L'orbite d'Omid s'est rapidement dégradée, et il a entamé une rentrée atmosphérique deux mois et demi après son lancement. Le satellite s'est consumé dans l'atmosphère le 25 avril 2009.